# Сулейменов Ільяс Дуйсенович
Сулейменов Ільяс Дуйсенович (каз. Ільяс Дүйсенұлы Сүлейменов; 21 грудня 1990) — казахський боксер, чемпіон Азійських ігор та призер чемпіонату Азії.

## Аматорська кар'єра
На чемпіонаті Азії 2011 переміг трьох суперників, програв у фіналі Чан Йону (Китай) і отримав срібну медаль.
На Олімпійських іграх 2012 переміг Саломо Н'Туве (Швеція) і програв Ендрю Селбі (Велика Британія).
На чемпіонаті світу 2013 переміг двох суперників, а у чвертьфіналі програв Ендрю Селбі (Велика Британія).
На Азійських іграх 2014 став чемпіоном.
- У 1/16 фіналу переміг Чатчай Бутді (Таїланд) — 3-0
- У 1/8 фіналу переміг Хуліо Бріа (Індонезія) — 3-0
- У чвертьфіналі переміг Чхве Сан Дон (Південна Корея) — 2-1
- У півфіналі переміг Шота Хаяшида (Японія) — 3-0
- У фіналі переміг Шахобідіна Зоїрова (Узбекистан) — 2-1